# Marc Tooten
Marc Tooten (Mechelen, 1957) is een hedendaags Belgisch altviolist en docent uit Vlaams-Brabant.

## Levensloop
Marc Tooten begon zijn studies altviool aan het Koninklijk Muziekconservatorium in Brussel onder docent Gerard Ruymen en sloot deze in 1979 af met grootste onderscheiding, waarna hij ze verder zette aan het Amsterdamse Sweelinck Conservatorium.
Hij fungeerde als altviool aanvoerder in vele gerenommeerde ensembles, kamerorkesten en orkesten. Zijn huidige positie is solist-aanvoerder aan Het Brabants Orkest te Eindhoven en is lid van het HERMESensemble. Daarnaast speelt hij regelmatig als solist.
Daarenboven is hij als docent kamermuziek en altviool betrokken aan het Leuvense Lemmensinstituut, het Conservatorium van Maastricht en als coach/aanvoerder Altviool bij Frascati Symphonic. Hij geeft ook internationale masterclasses voor de European Academy of Arts. Op deze manier wil hij zijn kennis, kunde en ervaring doorgeven naar een nieuwe generatie jonge musici.
Hij werkte, als muzikant en producer, mee aan verscheidene cd-opnames. Dit van muziektheaterproducties tot het lichtere repertoire.

## Orkesten
- Arriaga Strijkkwartet (Mede-oprichter)
- Taneyev String Trio (Mede-oprichter)
- NotaBene Ensemble (Mede-oprichter)
- HERMESensemble
- I Fiamminghi onder Rudolf Werthen
- Frascati Symphonic onder Kris Stroobants
- deFilharmonie
- Radio Kamer Filharmonie, Hilversum
- Salsburger Solisten
- Het Brabants Orkest, Eindhoven

## Samenwerkingen
- Abdel Rahman El Bacha
- Eduard Brunner
- András Andorján
- Martin Lovett
- Martha Argerich
- Boris Berezovsky
- Das Pop
- Itamar Golan
- Johan Verminnen
- Clouseau
- Kane
- Rocco Granata

## Opnamen
- HERMESensemble: Dissappearing in the light
- Arriagakwartet: Mendelssohn String Quartets
- Arriagakwartet: Reicha, Romberg, Barmann, Mozart. Works for Clarinet
- Das Pop: I Love
- Rocco Granata: Ricominciamo
- Clouseau: Ballades, Vonken & Vuur, In Stereo